# Socialistisk Folkeoplysningsforbund
Socialistisk Folkeoplysningsforbund (SFOF)  er et dansk oplysningsforbund, etableret i 1976, der foruden den traditionelle aftenskoleundervisning arrangerer kurser, konferencer og rejser. Blandt dets arrangementer er den årlige tre ugers sommerlejr/sommerhøjskole på Livø et af de største med omkring 600 deltagere og en stor gruppe frivillige.
Forbundet er tæt knyttet til Socialistisk Folkeparti og bygger på idéer som demokratisk socialisme samt social og miljømæssig bæredygtighed.
Socialistisk Folkeoplysningsforbund har 24 lokale afdelinger.